# Carlos Bongcam Wyss
Carlos Bongcam Wyss (Pitrufquén, 1934-4 de diciembre de 2007) fue un escritor chileno.
Egresó de la Escuela de Ciencias Políticas y Administrativas, con el título de Administrador Público en 1963. Fue miembro del Consejo Normativo Superior de la Universidad de Chile hasta 1973. Exiliado en Suecia tras el golpe militar, creó el Círculo de Estudios Latinoamericanos, CELA, del cual fue su director entre 1978 y 1996.

## Obra
- Världen i Sverige (1995).
- Chile inför Krigsrätt (1979).
- Chile: Condenado a muerte (1998).
- Latinoamérica al alcance de todos (1980).
- Latinoamérica para niños (1981).
- Aprendiendo a leer Latinoamérica (1982).
- Los niños y las drogas (1985).
- Latinoamérica 500 años, Tomo I (1988).
- Latinoamérica 500 años, Tomo II (1990).
- Chile: Consejo de Guerra (1999).
- Chile: Retorno imposible (1999).
- Nayra, la esposa del Sol (2001)
- La «guerra privada» del Capitán Fernández (2003).